# Сорминская волость
Сорминская волость — административная единица в составе Ядринского уезда Нижегородской губернии. Волость существовала до 1781 года.

## История
По данным II ревизии 1747 г. в волости числились населённые пункты:
| Название                     | Совр. название                           | Совр. расположение |
| ---------------------------- | ---------------------------------------- | ------------------ |
| село Преображенское, Сорма   | Чувашская Сорма                          | Аликовский         |
| село Рождественское, Тораево | Тораево                                  | Моргаушский        |
| деревня Абашева              | ныне не существует (в составе Чуманкасы) | Моргаушский        |
| деревня Токшихова            | Большие Токшики                          | Моргаушский        |
| деревня Чюрашева             | Большое Чурашево                         | Ядринский          |